# Sannina uroceriformis
The Persimmon Borer (Sannina uroceriformis) là một loài bướm đêm thuộc họ Sesiidae. Nó được tìm thấy dọc theo the Atlantic bờ biển của Bắc Mỹ, từ New Jersey to Florida và westward to Texas, Oklahoma, Missouri, Kansas, Ohio và Indiana.

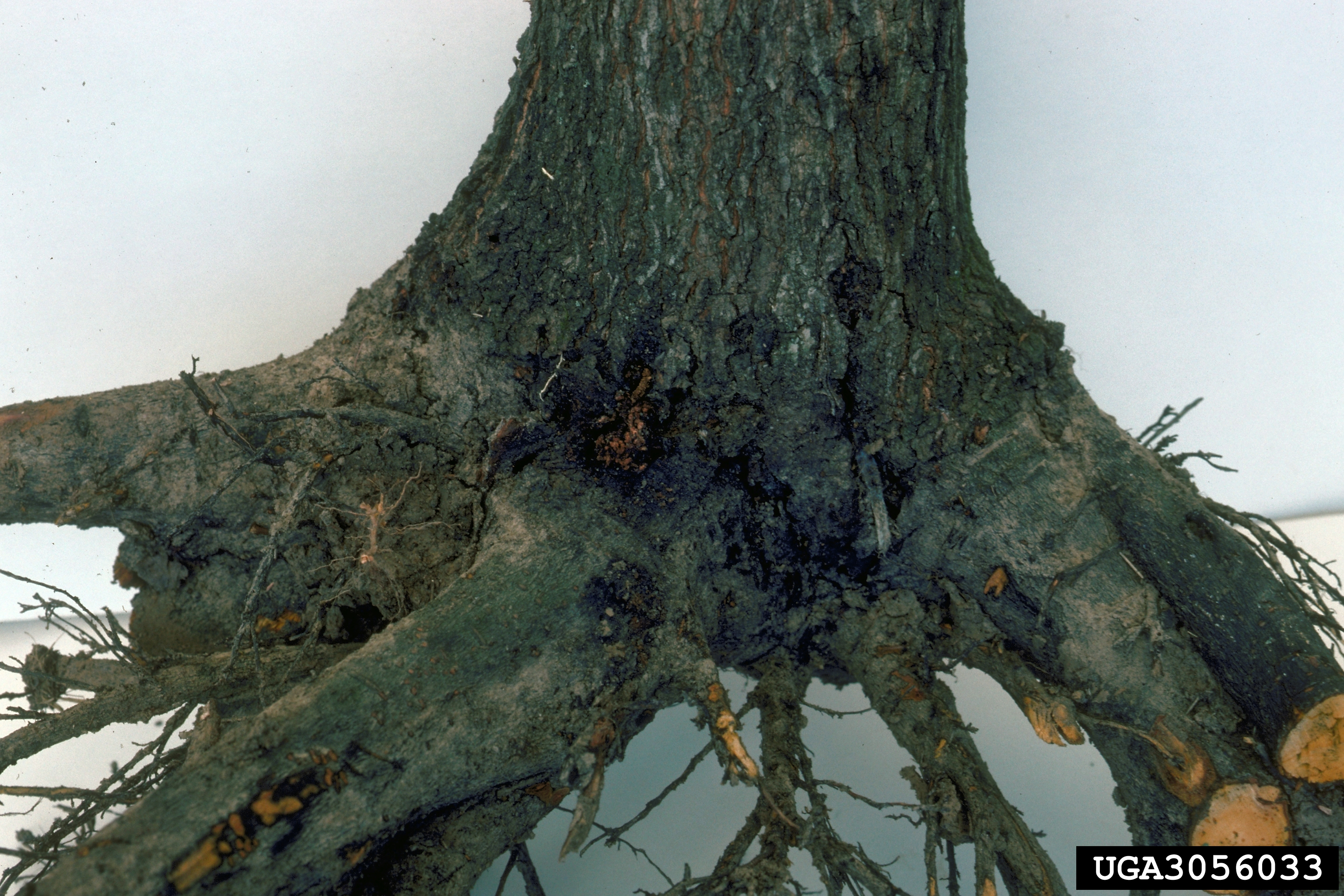
Hư hại

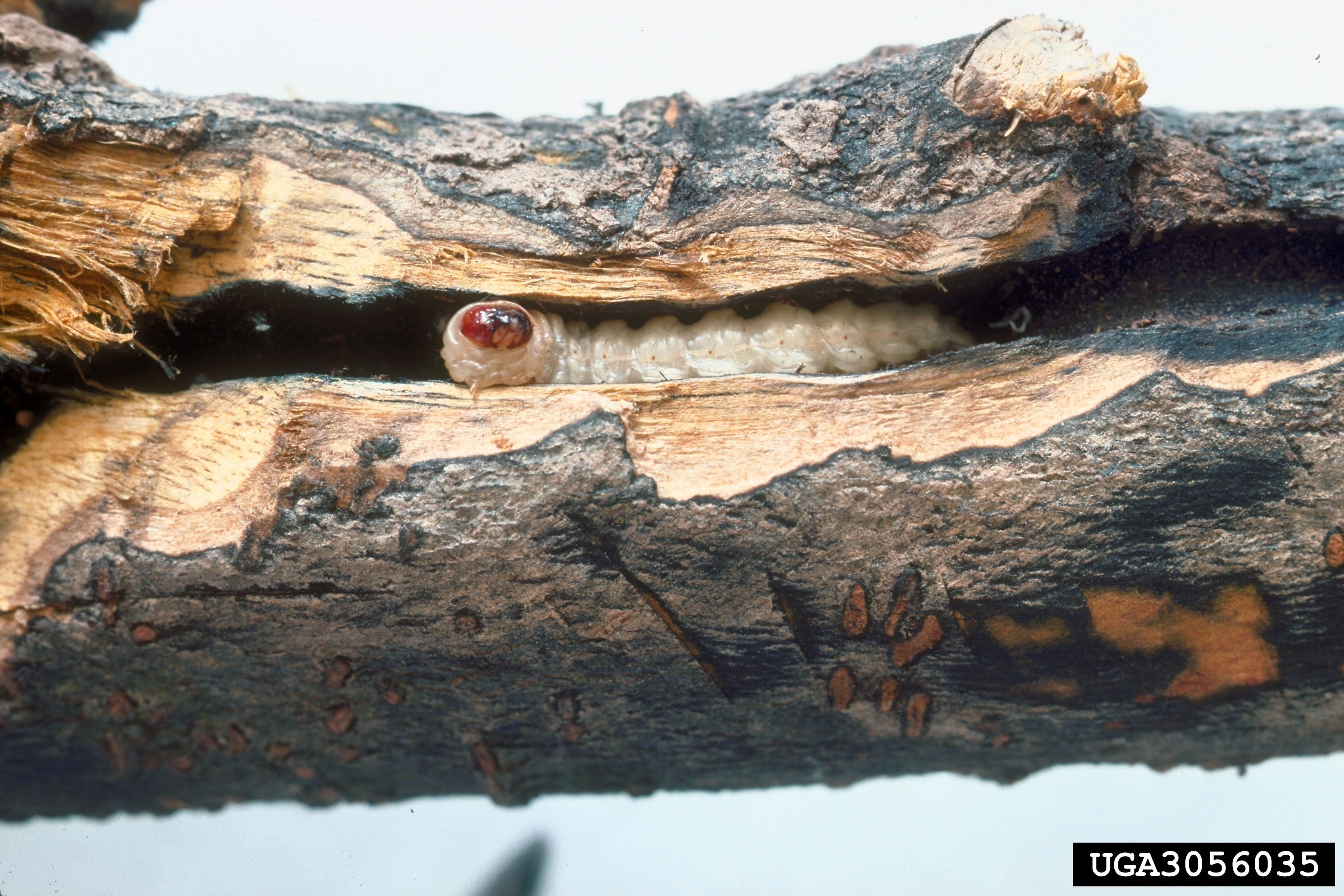
Áu trùng

Sải cánh dài 28–32 mm, con cái hơi nhỏ hơn con đực..

## Hình ảnh

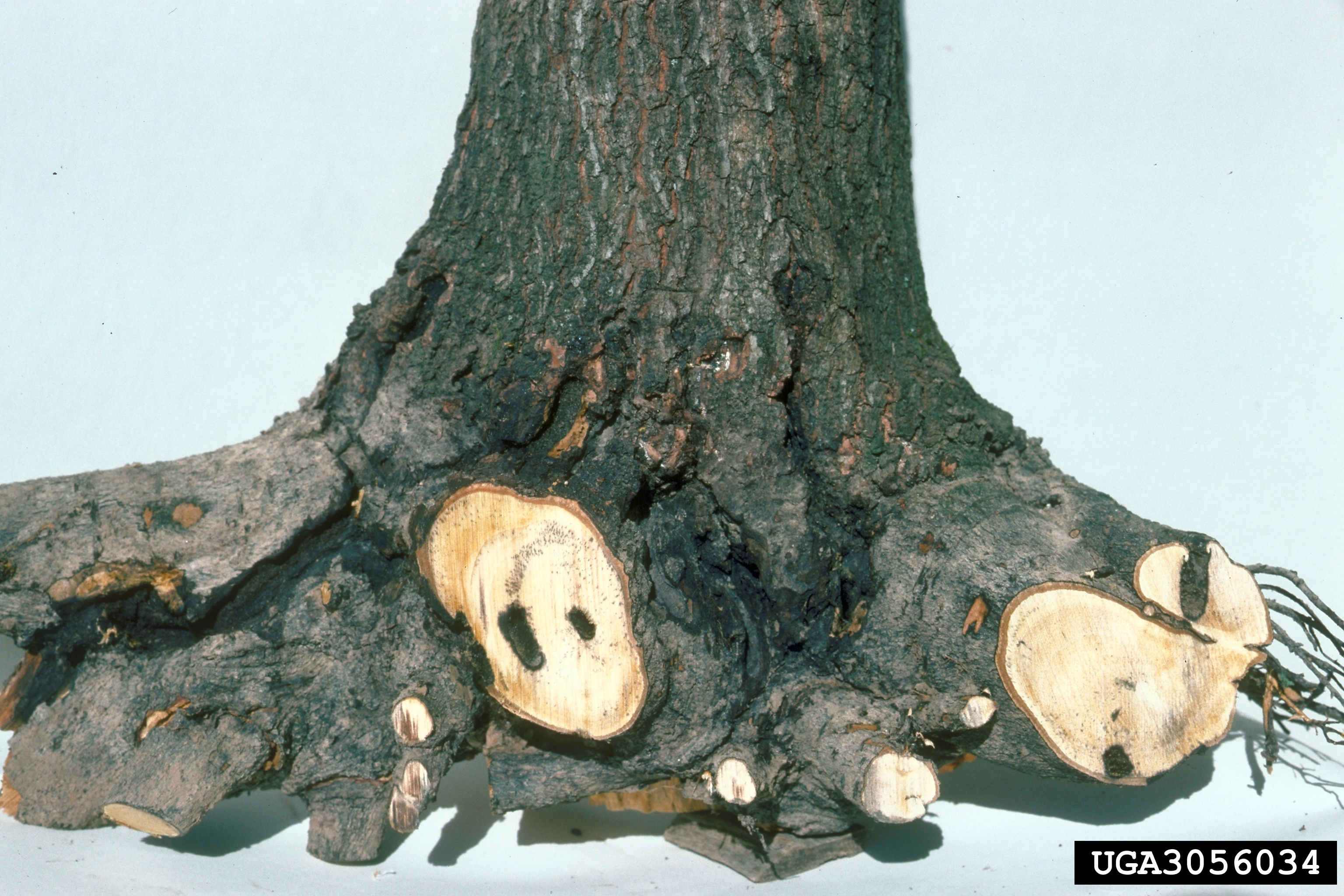
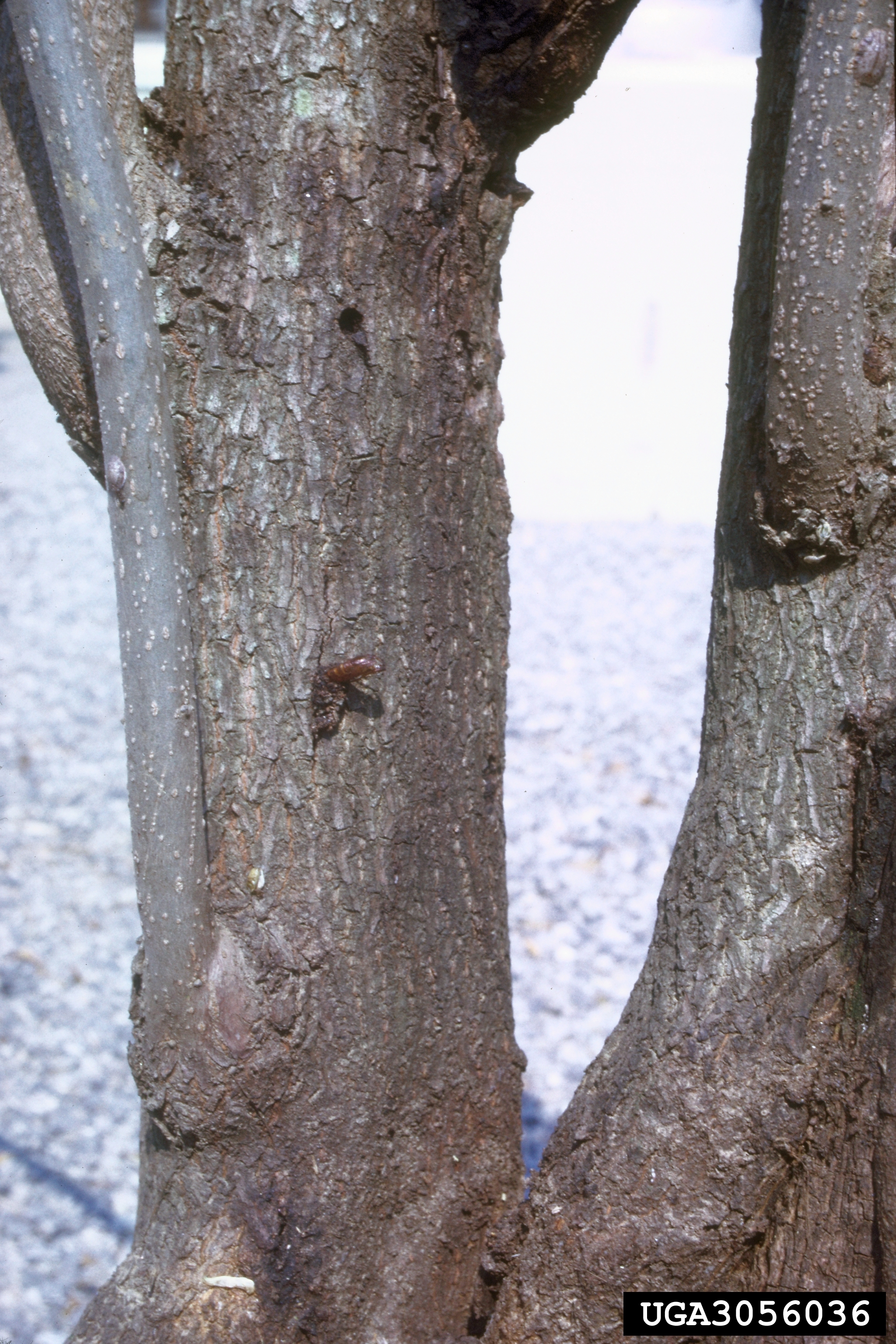
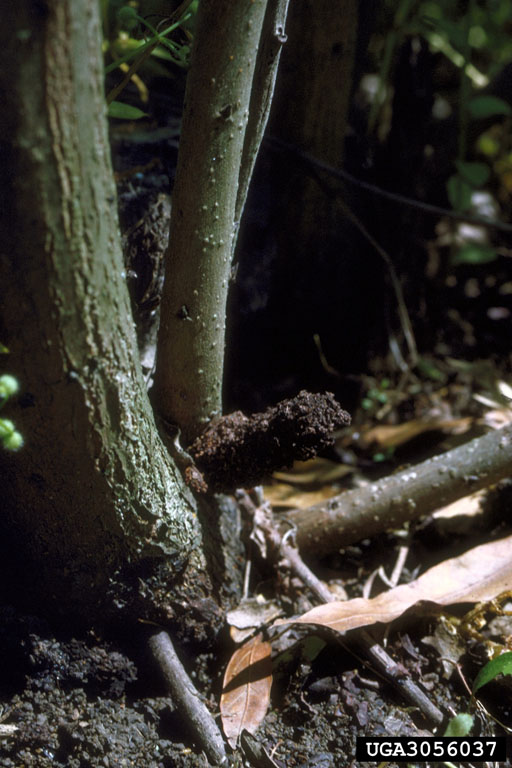
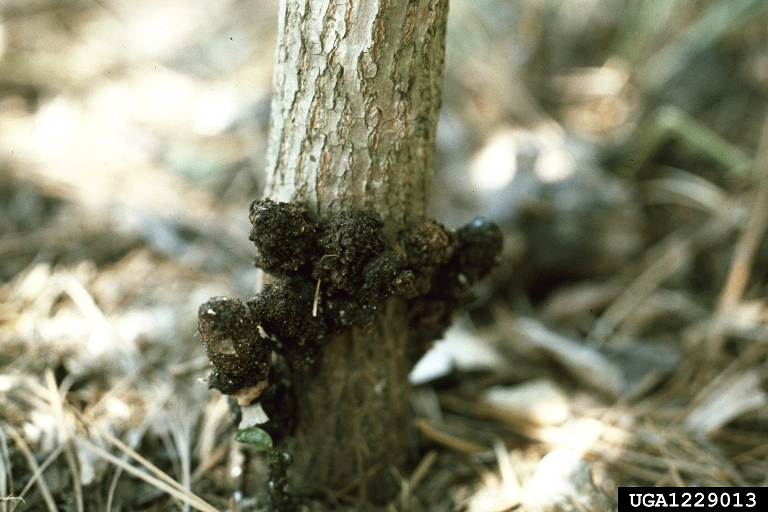